# Anna Anthropy
Anna Anthropy es una diseñadora de videojuegos estadounidense, diseñadora de juegos de rol, y autora de ficción interactiva cuyos trabajos incluyen Mighty Jill Off y Dys4ia. Es la diseñadora de juego  en residencia en la Facultad de Computación y Medios Digitales de la Universidad DePaul.
También ha sido conocida por  el nombre de Auntie Pixelante.

## Carrera

### Diseño de videojuegos
En 2010, trabajando con Koduco, una compañía de desarrollo de videojuegos basada en San Francisco, Anthropy ayudó a desarrollar el juego de iPad "Pong Vaders". En 2011 publicó Lesbian Spider Queens of Mars, un homenaje al videojuego arcade Wizard of Wor de Midway Games  publicado en 1981 con temática queer y "algún comentario divertido sobre la dinámica maestro-esclavo".
En 2012,  publicó Dys4ia, un juego autobiográfico sobre sus experiencias con la terapia de sustitución de hormonas que "[permite] al jugador experimentar un simulacro o aproximación de por lo que ella pasó".
Anthropy dice que sus juegos exploran la relación entre sadismo y diseño de juegos, y los promociona como desafiantes a las expectativas de los jugadores sobre qué debería crear un desarrollador y como deberían ser reprendidos los jugadores por sus errores.
Triad estuvo incluida en la exhibición de Chicago New Media entre 1973 y 1992 cuyo comisario era jonCates.

### Rise of the Videogame Zinesters
El primer libro de Anthropy, Rise of Videogame Zinesters, se publicó en 2012. En una entrevista durante su estreno, Anthropy dijo que promueve la idea de "pequeñas, interesantes, experiencias personales por autores aficionados ... Zinesters existe para ser una clase de embajador para aquella idea de lo que los videojuegos pueden ser." El libro también trata un análisis detallado de la mecánica y potencialidades de juegos digitales, incluyendo la idea que los juegos pueden ser más útilmente comparados al teatro que a las películas (" hay siempre una escena llamada World 1-2, a pesar de que cada actuacion de World 1-2 será diferente") y la función de la posibilidad en los juegos. Anthropy también critica a lo que se refiere como que la industria del videojuego está siendo controlada por una "élite" corporativa para que sus diseños sigan una fórmula y no tomar riesgos creativos. Zinester quiere consumidores para ver videojuegos teniendo un "valor cultural y artístico" similar a los medios artísticos como los cómics. La industria de videojuego que es corrido por "las élites" no permite un reparto diverso de voces, como voces queer, para dar su entrada en el  desarrollo de juegos y diseño y reprime el proceso creativo. Como Anthropy dijo,  " tengo que esforzarme para encontrar cualquier juego que trate sobre una mujer queer, para encontrar cualquier juego que se parece a mi propia experiencia."

## Juegos
- Afternoon in the House of Secrets[14]
- And the Robot Horse You Rode In On [15]
- Calamity Annie[16]
- Dys4ia[17]
- Encyclopedia Fuckme and the Case of the Vanishing Entree
- Gay Cats Go to the Weird Weird Woods[18]
- The Hunt for the Gay Planet[19]
- Jennifer Janowski is Doomed[20]
- Ohmygod Are you Alright[21]
- Police Bear[22]
- Pong Vaders [4][5]
- Princess with a Cursed Sword (en itch.io)
- Queers in love at the end of the world[23]
- Redder[24]
- Tavern At the End Of the World [25]
- Triad[26]
- When Pigs Fly[27]